# Gianni Dall'Aglio
Gianni Dall'Aglio (Mantova, 1º ottobre 1945) è un batterista e percussionista italiano.

## Biografia
Nato a Mantova il 1 ottobre del 1945, incomincia a suonare la batteria a 6 anni. Molto presto si esibisce con Marisa Sereni (giovane pianista) e con lei incominciano le prime esibizioni nelle parrocchie della città. Nel 1957 dopo aver ascoltato i primi dischi di rock&roll studia quei brani ascoltando attentamente i batteristi di Little Richard, Elvis Presley, Fats Domino, Eddie Cochran. Nel 1959 suona con il gruppo mantovano l'Original Quartet e a soli 14 anni diventa il batterista di Adriano Celentano. Nel 1960 nascono I Ribelli e registra il primo disco nel 1961 con Colin Hicks. La collaborazione con Celentano è poi proseguita per buona parte della carriera artistica di Dall'Aglio, figurando al suo fianco in film (Uno strano tipo, Geppo il folle, Joan Lui - Ma un giorno nel paese arrivo io di lunedì), tour e spettacoli televisivi (Notte Rock, Svalutation, Francamente me ne infischio, 125 milioni di caz..te, Rockpolitik, Festival di Sanremo 2012, Rock Economy e Aspettando Adrian).
Nel 1966 i Ribelli lasciano l'etichetta discografica Clan Celentano per passare alla Dischi Ricordi e nel 1967 Dall'Aglio scrive con Luciano Beretta e Ricky Gianco Pugni chiusi, una canzone che verrà cantata da più generazioni fino ai giorni nostri, incisa anche da Piero Pelù, Lee Konitz, Gianna Nannini, I Pooh, Iva Zanicchi, Francesco Renga.
Il 1967 è un anno denso di eventi, Gianni il 18 giugno sposa Orietta Ravenna e in novembre nasce Iris.
I Ribelli si sciolgono nel 1970 per ricostituirsi nel 1977 e incidere il singolo 'Calore' e 'Illusione' etichetta Ricordi. Ritorneranno nel 1986 con un album live inciso a Bellinzona e prodotto da Giorgio Fieschi, nel 1979 per l'etichetta Ciao Record Giorgio aveva prodotto anche un nuovo singolo di Dall'Aglio 'Taking a chance with love'.
Negli anni Gianni collaborerà con numerosi altri artisti italiani, tra cui Lucio Battisti, con il quale lavorerà dal 1968 al 1975 suonando la batteria in una quarantina dei suoi successi. Il 23 aprile 1972 sarà uno dei 'cinque amici da Milano' a fianco di Lucio e Mina nello storico duetto televisivo a Teatro 10 e il 12 dicembre dello stesso anno suonerà ancora a fianco di Battisti nel programma radiofonico Supersonic, ultima esibizione dal vivo di Battisti in Italia. Nel 1973 esce un 45 per la Polygram, Pasetti & B. Besquet & Dall'Aglio dal titolo 'Eri tutto, eri niente, eri la mia mente'. Dal 1974 nasce Il Volo band prog della Numero1, Gianni ne fa parte insieme con Mario Lavezzi, Alberto Radius, Vince Tempera, Gabriele Lorenzi e Bob Callero: realizzeranno due album, 'Il Volo' e 'Essere o non Essere?'.
Session man molto richiesto, Dall'Aglio oltre a Celentano e Battisti incide dischi con Mina, Patty Pravo, Ivano Fossati, Pierangelo Bertoli, Concato, Bertè, Mia Martini, Angelo Branduardi, Little Tony, Bruno Lauzi. Dal 1962 al 1966 registrerà anche tutti i dischi per gli artisti del Clan, Don Backy, Gino Santercole, Milena Cantù, Pilade, Ico Cerutti, Claudia Mori e tanti altri, esibendosi spesso nei tours italiani con molti di loro.
Nel 1969 farà parte del 'Supergruppo' una band formata da musicisti di vari complessi, I Giganti, DikDik, Equipe84: incideranno tre 45 giri, 'Accidenti', 'Bocca Dolce' e Star con te è morir' oltre all'Album 'Il Supergruppo', edito da Dischi Ricordi.
Incomincia anche una carriera da solista, esordendo nel 1970 con un 45 giri 'Chiudi gli occhi Eva' inciso per la Dischi Ricordi.
Nel 1971 Dall'Aglio realizza il suo primo album solista Sera, mattina dal sapore progressive per la Love Records, registrato in parte a casa sua e negli Studi Phonogram, ristampato nel 1993 su CD dalla Mellow.
Nel 1977 per la CGD Gianni esce con un 45 giri dal titolo 'Aria triste'. Sempre in quell'anno è al fianco di Patty Pravo, suona la batteria in una delle più belle canzoni interpretate dall'artista veneziana, Pensiero stupendo; nel 1980 suona nell'album Certi momenti di Pierangelo Bertoli.
Come autore Gianni Dall'Aglio ha scritto canzoni per il 'Volo', I Ribelli, Patty Pravo, Claudia Mori, Little Tony.
Nel 2008 Gianni dona a sua moglie Orietta un rene: l'intervento viene eseguito all'Ospedale di Borgo Trento a Verona dal chirurgo dott. Luigino Boschiero. Dopo 40 giorni torna a suonare a La spezia con la band di sempre, I Ribelli.
Attualmente Dall'Aglio dirige una scuola di batteria a Mantova. Il 21 gennaio 2009 nel corso della trasmissione televisiva di RaiUno Festa italiana presenta il nuovo CD doppio dei Ribelli intitolato I Ribelli cantano Adriano, di cui uno con le cover dei successi di Adriano Celentano e l'altro con i loro successi (etichetta Aereostella). Gianni si esibisce oltre ai Ribelli in un altro progetto per ricordare Lucio Battisti insieme al chitarrista Massimo Luca per raccontare aneddoti e musica indimenticabile vissuta accanto al grande artista.

## Discografia

### Album
- 1972: Sera, mattina (Love, 5360 001)

Il suo unico album, pubblicato dall'etichetta Love e ristampato in CD nel 1993 dall'etichetta Mellow.
1. Ogni sera così
2. Dolce volontà
3. Quando scendevi le scale
4. L'altro me stesso
5. Le mie illusioni
6. Il cielo e la terra
7. La grande pianura
8. Padre nostro
9. Per amore

### Singoli
- 1971: Notte d'inverno/Chiudi gli occhi Eva (Dischi Ricordi, SRL 10.625)
- 1972: Ogni sera così/Il cielo e la terra (Love, 9000 101)
- 1973: Eri tutto, eri niente, eri la mia mente/Juke box (Polydor, 2060 058, con Alberto Pasetti, Danny Baima Besquet; per errore in copertina il cognome è scritto Dallaglio, senza apostrofo)
- 1978: Aria triste/Mai bambole (CGD, 10046)
- 1979: Taking a chance with love/All night long (Ciao Records, 509)

## Partecipazioni
I Ribelli
- 1968 – I Ribelli
- 2008 - I Ribelli cantano Adriano

Adriano Celentano
- 1965 – Non mi dir
- 1966 – La festa
- 1966 – Il ragazzo della Via Gluck

Lucio Battisti
- 1969 – Lucio Battisti
- 1970 – Lucio Battisti Vol. 2
- 1970 – Emozioni
- 1972 – Il mio canto libero
- 1973 – Il nostro caro angelo
- 1974 – Anima latina
- 1976 – Lucio Battisti, la batteria, il contrabbasso, eccetera

Fausto Leali
- 1975 - Amore dolce, amore amaro, amore mio

Mario Lavezzi
- 1976 – Iaia
- 1978 – Filobus

Gianni Bella
- 1977 – Io canto e tu

Patty Pravo
- 1976 – Patty Pravo
- 1978 – Miss Italia

Mario Panseri
- 1978 – Sulla spiaggia d'inverno

Ivano Fossati
- 1974 – Poco prima dell'aurora

Mia Martini
- 1978 – Danza

Fabio Concato
- 1979 – Zio Tom

Pino D'Angiò
- 1981 – Balla!

Roberto Soffici
- 1979 – Dimenticare

Piero Marras
- 1982 – Marras

Loredana Bertè
- 1974 – Streaking
- 1977 – TIR
- 1979 – Bandabertè

Adriano Pappalardo
- 1973 – California no

Ivan Cattaneo
- 1981 – Duemila60 Italian Graffiati
- 1982 – Ivan il terribile

Bruno Lauzi
- 1971 – Amore caro, amore bello
- 1973 – Simon
- 1974 – Lauzi oggi

Alberto Radius
- 1972 – Radius

Gianna Nannini
- 1976 – Gianna Nannini
- 1981 – G.N.

Umberto Balsamo
- 1977 – Malgrado tutto... l'angelo azzurro

Il Volo
- 1974 – Il Volo
- 1975 – Essere o non essere? Essere! Essere! Essere!

Drupi
- 1976 – Drupi (La visiera si stacca e si indossa!)

Pierangelo Bertoli
- 1980 – Certi momenti